# Ohlau
L'Ohlau és un afluent del Hudau a l'estat de Slesvig-Holstein. Neix al nord del bosc de Kisdorf (Kisdorfer Wohld), al districte de Segeberg. Desemboca al Hudau, al municipi de Bad Bramstedt. Desguassa a l'Stör, un afluent dret de l'Elba, via el Hudau i el Bramau.

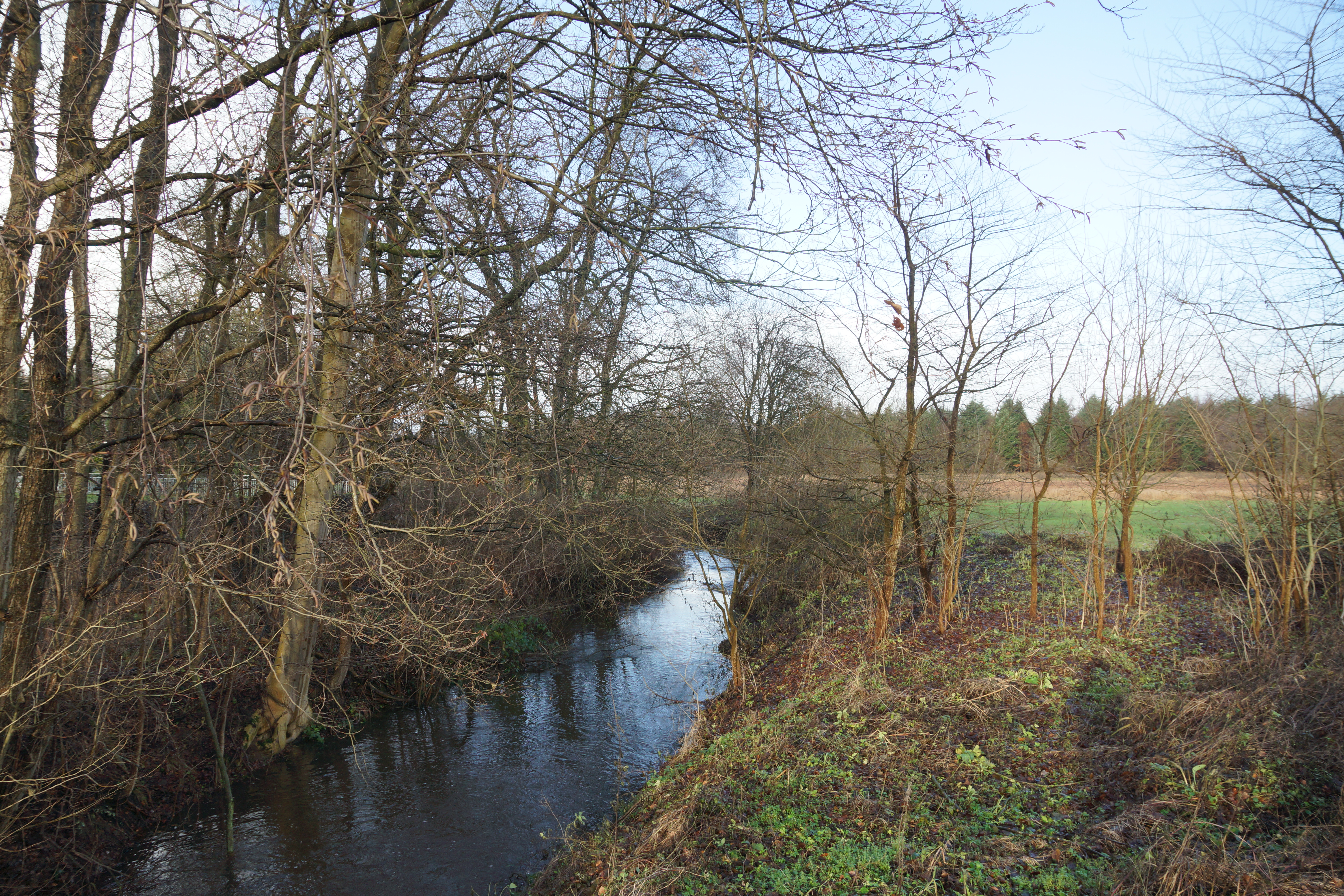
El riu a Oersdörp

Com a molts rius de la zona després de la Segona Guerra Mundial, es va rectificar l'Ohlau per a reduir-lo a una única funció de desguàs, i això va tenir efectes desastrosos sobre la biodiversitat i d'erosió per l'acceleració del cabal. La Directiva marc de l'aigua del 2000 imposava un pla de renaturalització. Per a l'Ohlau, es va optar per un mètode suau: posar uns obstacles que alenteixen el curs, i que tenen com a efecte que el riu amb els anys s'excava ell mateix un curs nou, amb més meandres, sense necessitar intervencions d'enginyeria hidràulica costoses. També es va crear un braç lateral artificial, per recaptar l'excedent de sorra, per a evitar que es deposita avall a l'Stör que sota l'influencia de la marea té un cabal molt més lent que els seus afluents, causa d'ensorrament i d'inundacions. A més de la millora paisatgística, l'operació té resultats, com el retorn de la llampresa de mar, un peix migratori o de plantes com la cal·lítrique.

## Afluents
- Dreckau/Krummbek[3]
- Mühlenau/Schirnau
- Kattenbek